# 接面
電子學中的接面（junction）也稱為結，是指多個導體或是多種半導體有實際接觸的部份，可能是一點或是一個面。接面包括有熱電接面，金屬–半導體接面或是pn结。接面可能是整流器，也可能沒有整流功能。沒有整流功能的接面稱為歐姆接觸，會有線性的電壓電流關係。有整流接面的電子元件包括有pn二極體、肖特基二极管或是双极性晶体管。
接面也可以依接面二側材料的差異程度來分類，異質接面是由兩層以上不同的材料薄膜依次沉積在同一基座上形成，這些材料具有不同的能帶隙。同質接面的各層材料有相同的能帶隙，但其摻雜的方式不同。